# 大師前駅
大師前駅（だいしまええき）は、東京都足立区西新井一丁目にある、東武鉄道大師線の駅。駅番号はTS 51。

## 歴史
- 1931年（昭和6年）12月20日：西板線（現・大師線）西新井駅 - 当駅間開通時に終着駅として開設[2][3]。
  - 西新井駅と上板橋駅を結ぶ西板線の第一期区間であった。
  - 当初は浅草雷門駅（現・浅草駅）より2両編成電車が直通していた。
- 1945年（昭和20年）5月20日：営業休止[3]。
- 1947年（昭和22年）5月21日：営業再開[3]。同時に路線名改称に伴い、大師線の駅となる。
- 1968年（昭和43年）12月1日：環七通り拡幅のため、現在地へ移転。
- 1991年（平成3年）7月26日：仮駅舎で高架化[4]。
- 2012年（平成24年）3月17日：「TS 51」の駅番号が設定[5]。
- 2015年（平成27年）3月27日：発車メロディ導入。

## 駅構造
単式ホーム1面1線を有する高架駅。なお、構造上は島式ホーム1面2線とすることも可能であるが、ホーム北側1線分は蓋をしてホームと同一面の状態にしており、駅規模を考えるとホーム幅は広い。
発車メロディとして「Passenger」が導入されている。
地上とホーム間を連絡するエレベーターや上り専用エスカレーターが設置されており、診療所などのテナントが入居する駅ビルが併設されている。高架下を含めた構内には東武バスセントラル西新井営業所が併設されている。
移転前の駅は現駅南側となる環七通りを越えた辺りにあり、アーチ状出入口が連なる欧風駅舎であった。地上駅時代は乗車ホームと降車ホームが分離されている頭端式構造であった。

### のりば
| 番線 | 路線   | 方向 | 行先       |
| ---- | ------ | ---- | ---------- |
| 1    | 大師線 | 上り | 西新井方面 |

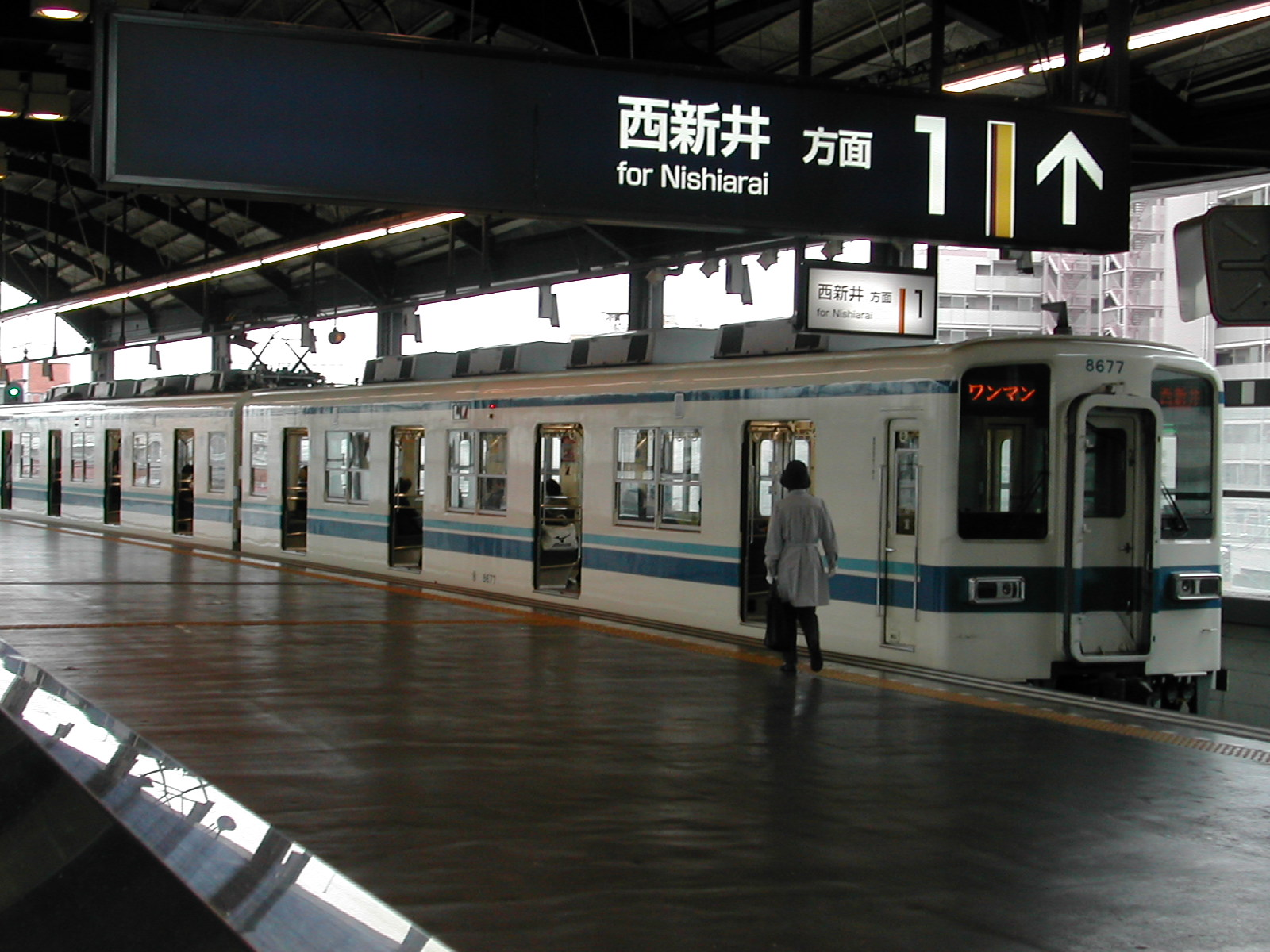
停車中の電車（2009年3月20日）
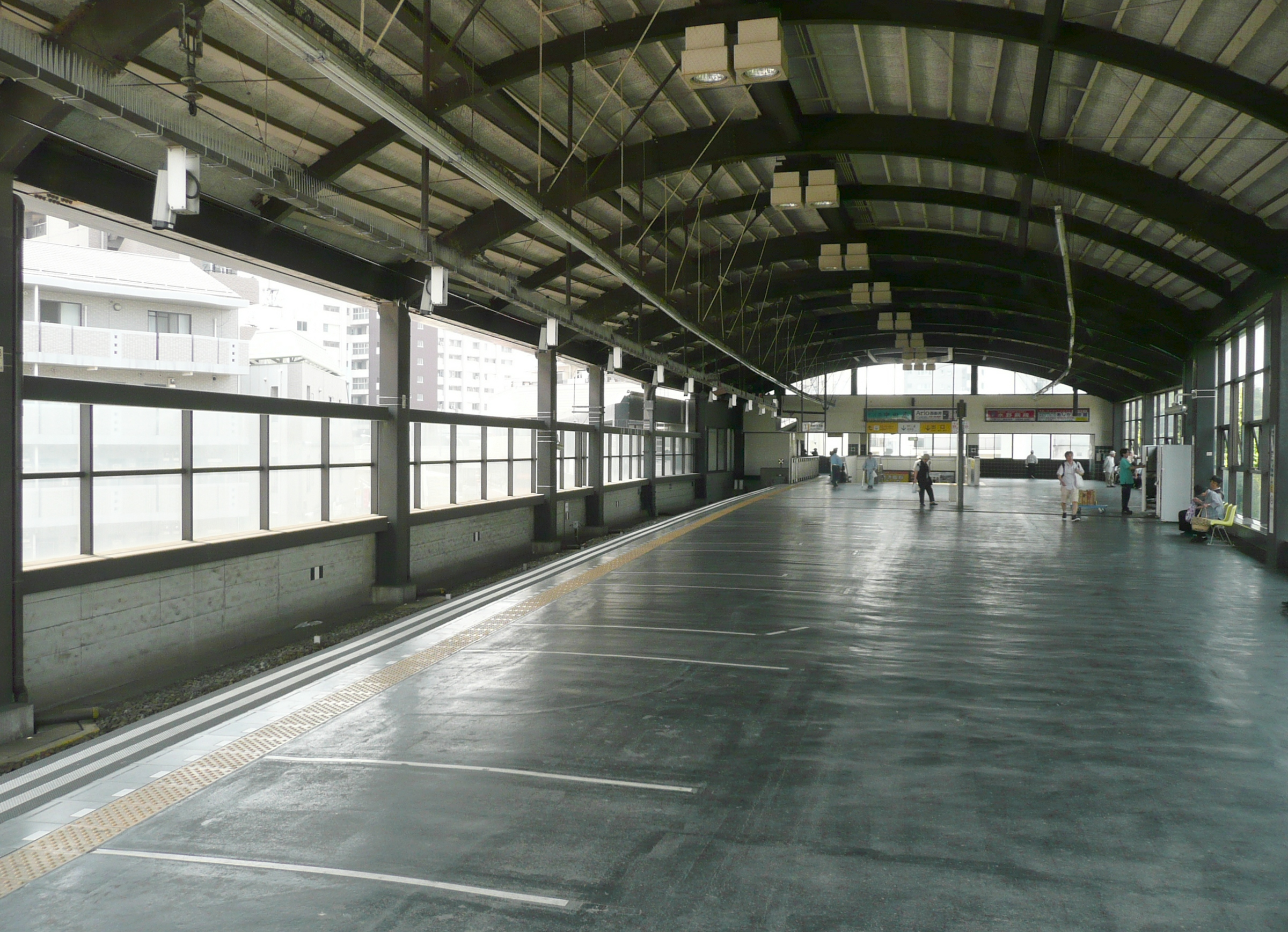
ホーム（写真奥が出入口。2011年5月）
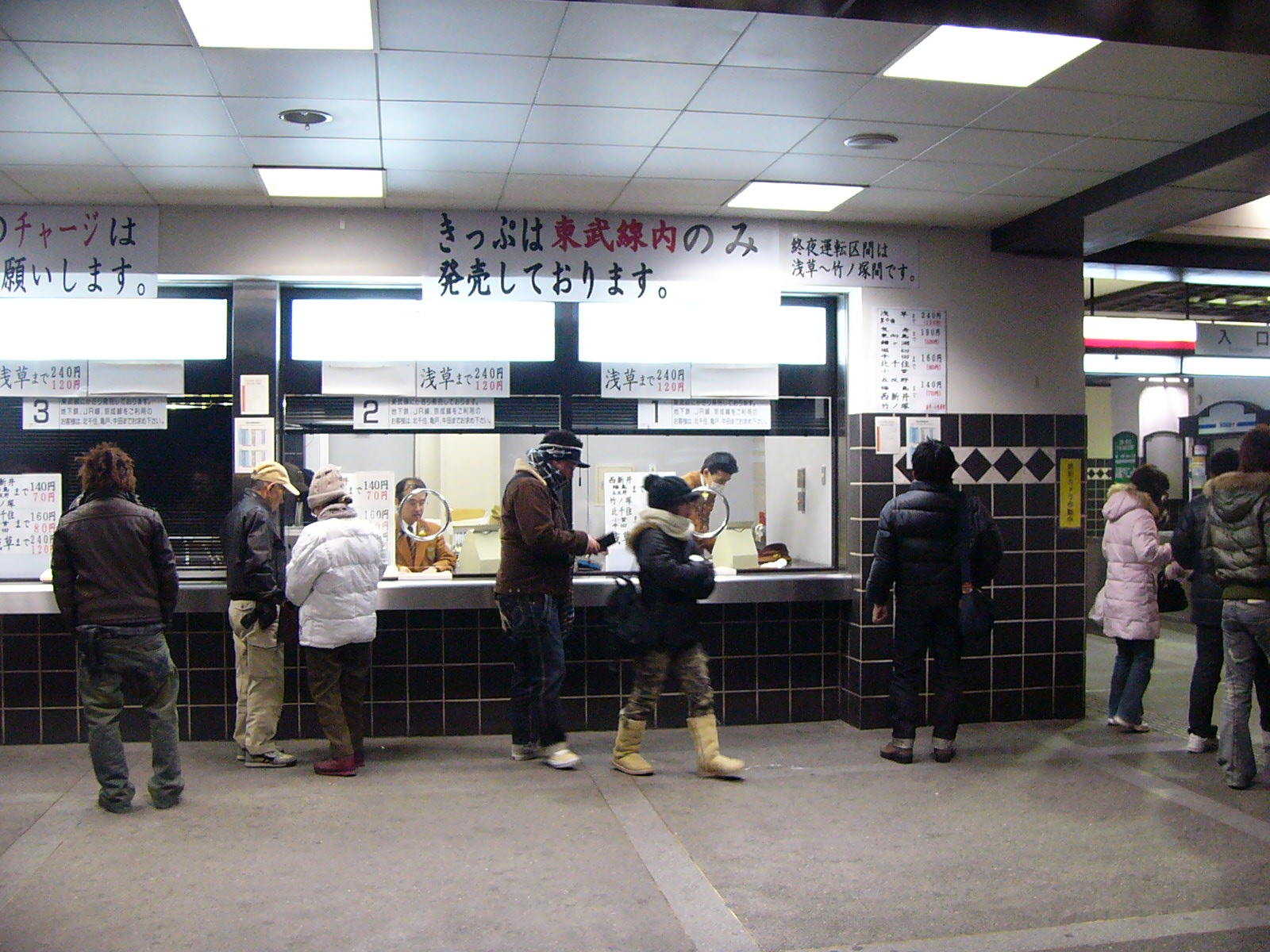
臨時出札窓口（2008年1月1日）
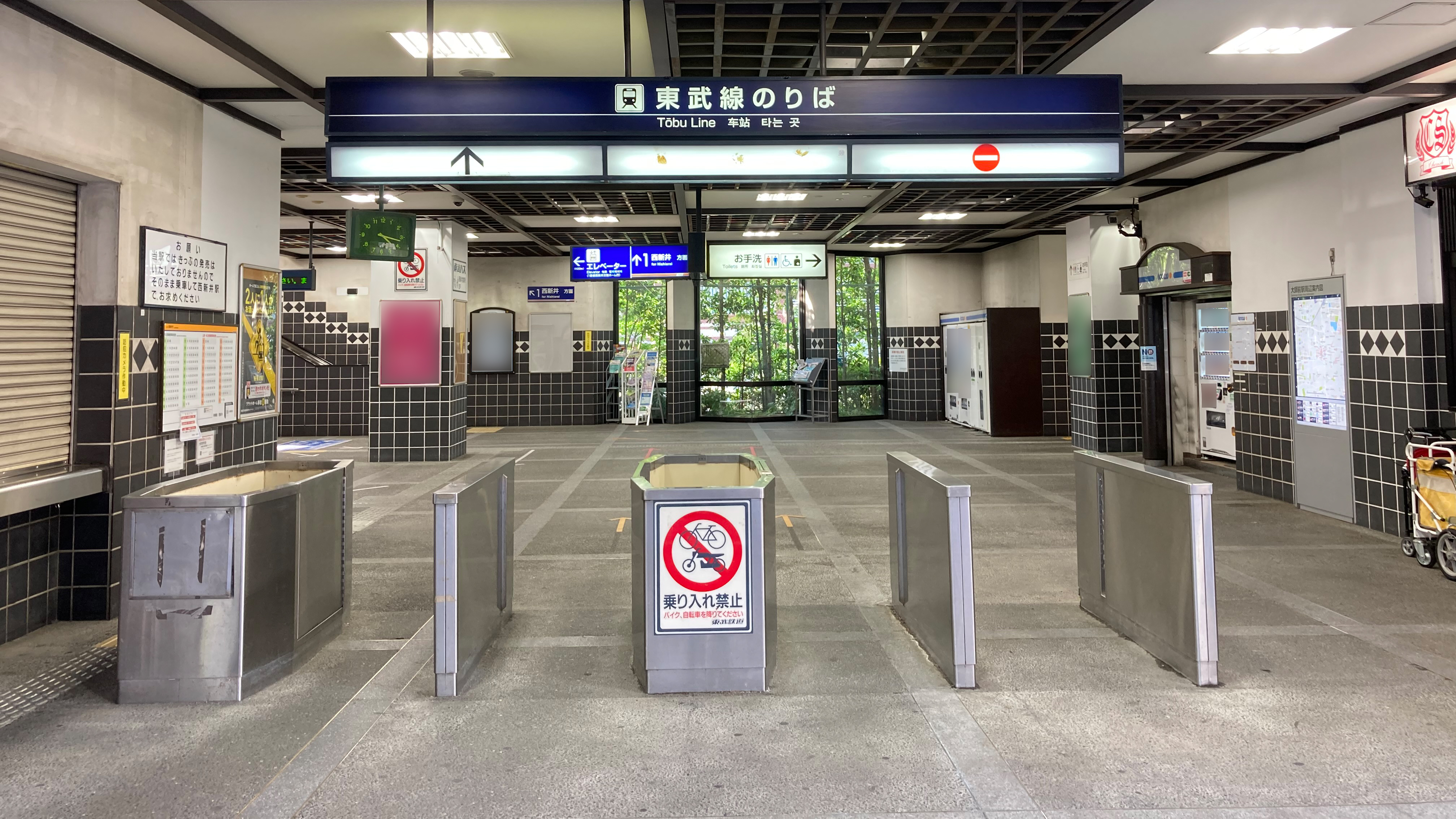
改札口（2021年4月）

### 駅構内
1F
- くすりの福太郎
- 足立区小規模保育室チェリッシュ大師前駅

2F
- 持田医院
- 東武大師前クリニック

3F
- ホーム

### 特徴
東武鉄道の無人駅の中では最も乗車人員が多い。自動改札機・自動券売機・自動精算機は設置されておらず、入口にその旨が掲出されている。当駅の乗車券発売や改札などの機能については、西新井駅構内の乗換通路上に当駅発乗車券が購入出来る券売機や連絡専用自動改札機を設置して処理をしている。この他に同様の形態を取る駅としては、名鉄築港線東名古屋港駅や西日本旅客鉄道（JR西日本）山陽本線（和田岬線）和田岬駅が挙げられる。
出札窓口は通常シャッターで閉鎖されている。正月など西新井大師参拝客が多い時期には職員を配置して乗車券発売を行う。有人改札ブース（ラッチ）も設置されているが、西新井駅に自動改札機が設置されているため、多客期でも使われない。

## 利用状況
2024年度（令和6年度）の1日平均乗降人員は12,621人である。2008年（平成20年）、駅西方に日暮里・舎人ライナーが開通し、西新井大師西駅などの開業によって利用者がそちらへ移乗したこともあり、近年の乗降人員はピーク時の半分程度まで減少している。
近年の1日平均乗降・乗車人員の推移は以下の通り。

### 昭和
| 年度               | 1日平均 乗車人員 | 出典     |
| ------------------ | ---------------- | -------- |
| 1974年（昭和49年） | 14,509           | [ * 1 ]  |
| 1975年（昭和50年） | 14,455           | [ * 2 ]  |
| 1976年（昭和51年） | 14,684           | [ * 3 ]  |
| 1977年（昭和52年） | 15,118           | [ * 4 ]  |
| 1978年（昭和53年） | 14,934           | [ * 5 ]  |
| 1979年（昭和54年） | 14,385           | [ * 6 ]  |
| 1980年（昭和55年） | 13,649           | [ * 7 ]  |
| 1981年（昭和56年） | 14,348           | [ * 8 ]  |
| 1982年（昭和57年） | 14,140           | [ * 9 ]  |
| 1983年（昭和58年） | 13,988           | [ * 10 ] |
| 1984年（昭和59年） | 14,455           | [ * 11 ] |
| 1985年（昭和60年） | 14,774           | [ * 12 ] |
| 1986年（昭和61年） | 14,893           | [ * 13 ] |
| 1987年（昭和62年） | 14,119           | [ * 14 ] |
| 1988年（昭和63年） | 14,335           | [ * 15 ] |

### 平成
| 年度               | 1日平均 乗降人員 | 1日平均 乗車人員 | 出典     |
| ------------------ | ---------------- | ---------------- | -------- |
| 1989年（平成元年） |                  | 14,244           | [ * 16 ] |
| 1990年（平成02年） |                  | 14,127           | [ * 17 ] |
| 1991年（平成03年） |                  | 13,802           | [ * 18 ] |
| 1992年（平成04年） |                  | 13,030           | [ * 19 ] |
| 1993年（平成05年） |                  | 12,802           | [ * 20 ] |
| 1994年（平成06年） |                  | 12,116           | [ * 21 ] |
| 1995年（平成07年） |                  | 11,435           | [ * 22 ] |
| 1996年（平成08年） |                  | 10,703           | [ * 23 ] |
| 1997年（平成09年） |                  | 10,230           | [ * 24 ] |
| 1998年（平成10年） | 19,693           | 9,896            | [ * 25 ] |
| 1999年（平成11年） | 19,029           | 9,626            | [ * 26 ] |
| 2000年（平成12年） | 18,895           | 9,622            | [ * 27 ] |
| 2001年（平成13年） | 18,888           | 9,604            | [ * 28 ] |
| 2002年（平成14年） | 18,801           | 9,550            | [ * 29 ] |
| 2003年（平成15年） | 18,816           | 9,584            | [ * 30 ] |
| 2004年（平成16年） | 18,306           | 9,256            | [ * 31 ] |
| 2005年（平成17年） | 18,132           | 9,144            | [ * 32 ] |
| 2006年（平成18年） | 18,203           | 9,165            | [ * 33 ] |
| 2007年（平成19年） | 18,033           | 8,988            | [ * 34 ] |
| 2008年（平成20年） | 16,233           | 8,061            | [ * 35 ] |
| 2009年（平成21年） | 15,228           | 7,544            | [ * 36 ] |
| 2010年（平成22年） | 14,465           | 7,133            | [ * 37 ] |
| 2011年（平成23年） | 13,243           | 6,661            | [ * 38 ] |
| 2012年（平成24年） | 13,400           | 6,719            | [ * 39 ] |
| 2013年（平成25年） | 13,613           | 6,818            | [ * 40 ] |
| 2014年（平成26年） | 13,516           | 6,769            | [ * 41 ] |
| 2015年（平成27年） | 13,940           | 6,981            | [ * 42 ] |
| 2016年（平成28年） | 13,999           | 7,008            | [ * 43 ] |
| 2017年（平成29年） | 14,170           | 7,094            | [ * 44 ] |
| 2018年（平成30年） | 14,112           | 7,063            | [ * 45 ] |

### 令和
| 年度               | 1日平均 乗降人員 | 1日平均 乗車人員 | 出典       |
| ------------------ | ---------------- | ---------------- | ---------- |
| 2019年（令和元年） | 13,982           | 6,998            | [ * 46 ]   |
| 2020年（令和02年） | 10,804           | 5,418            | [ 東武 2 ] |
| 2021年（令和03年） | 11,275           | 5,651            | [ 東武 3 ] |
| 2022年（令和04年） | 11,944           | 5,980            | [ 東武 4 ] |
| 2023年（令和05年） | 12,557           | 6,293            | [ 東武 5 ] |
| 2024年（令和06年） | 12,621           | 6,322            | [ 東武 1 ] |

## 駅周辺
すぐ近くに駅名の由来となっている西新井大師（總持寺）がある。
- 環七通り
- 西新井警察署大師前交番
- 足立区役所西新井区民事務所
- 足立西新井郵便局
- 東武ストア 大師前店
- 大内病院
- 西新井病院
- オーケー 西新井店
- マルエツ 西新井店

## バス路線
最寄りバス停留所は「西新井大師」・「西新井大師前」・「西新井車庫」となる。以下の路線バスが乗り入れ、東武バスセントラル・国際興業・東京都交通局（都営バス）によって運行されている。
| 乗場                                                                           | 系統            | 行先                         | 事業者 | 営業所 | 備考                 |
| ------------------------------------------------------------------------------ | --------------- | ---------------------------- | ------ | ------ | -------------------- |
| 車庫構内乗り場－停留所名：西新井大師                                           |                 |                              |        |        |                      |
| 1番                                                                            | 北01            | 北千住駅                     | 東武   | 西新井 |                      |
| 2番                                                                            | 北02            | 北千住駅                     | 東武   | 西新井 | 平日早朝のみ         |
| 2番                                                                            | 北03            | 北千住駅                     | 東武   | 西新井 |                      |
| 2番                                                                            | 臨時            | 亀有駅北口                   | 東武   | －     | 例年三が日のみ運行   |
| 南側環七通り上乗り場－停留所名：西新井大師前（東武・都営）・西新井大師（国際） |                 |                              |        |        |                      |
| 3番                                                                            | 王40甲          | 西新井駅前                   | 都営   | 北     |                      |
| 3番                                                                            | 西01            | 西新井駅西口                 | 東武   | 足立   |                      |
| 3番                                                                            | 赤27・27-2・27H | 西新井駅西口                 | 国際   | 赤羽   | 深夜バス運行         |
| 3番                                                                            | 王30            | 亀有駅北口                   | 東武   | 葛飾   | 昼2便のみ            |
| 3番                                                                            | 王49            | 千住車庫前                   | 都営   | 千住   |                      |
| 3番                                                                            | 王49折返        | 足立区役所                   | 都営   | 千住   |                      |
| 4番 （西）                                                                     | 王40甲          | 池袋駅東口                   | 都営   | 北     |                      |
| 4番 （西）                                                                     | 王40甲          | 北車庫前                     | 都営   | 北     |                      |
| 4番 （西）                                                                     | 王40甲          | 豊島五丁目団地               | 都営   | 北     |                      |
| 4番 （東）                                                                     | 西01            | 皿沼循環                     | 東武   | 足立   |                      |
| 4番 （東）                                                                     | 西01            | 鹿浜中学校                   | 東武   | 足立   | 終車時間帯のみ       |
| 4番 （東）                                                                     | 西08            | 東京女子医大足立医療センター | 東武   | 足立   |                      |
| 4番 （東）                                                                     | 王30            | 王子駅                       | 東武   | 葛飾   | 昼2便のみ            |
| 4番 （東）                                                                     | 王49・王49折返  | 王子駅前                     | 都営   | 千住   |                      |
| 4番 （東）                                                                     | 赤27            | 赤羽駅東口                   | 国際   | 赤羽   | 深夜バス運行         |
| 4番 （東）                                                                     | 赤27-2          | 赤羽車庫                     | 国際   | 赤羽   | 出入庫、深夜バス運行 |
| 4番 （東）                                                                     | 赤27H           | 赤羽駅東口                   | 国際   | 赤羽   | 日中のみ             |
| 西新井車庫東側乗り場－停留所名：西新井車庫                                     |                 |                              |        |        |                      |
| 5番                                                                            | 西03            | 流通センター                 | 東武   | 足立   |                      |
| 5番                                                                            | 西04            | 竹の塚車庫                   | 東武   | 足立   |                      |
| 5番                                                                            | 西07            | 鹿浜都市農業公園             | 東武   | 足立   |                      |
| 5番                                                                            | 赤23            | 赤羽駅東口                   | 国際   | 赤羽   |                      |
| 6番                                                                            | 西03・04・07    | 西新井駅西口                 | 東武   | 足立   |                      |
| 6番                                                                            | 赤23            | 西新井駅西口                 | 国際   | 赤羽   |                      |

## その他
- 2008年（平成20年）3月30日に開業した日暮里・舎人ライナーでは、尾久橋通り上に「西新井大師西駅」が設置されている。当駅とは約1.7 km離れており、また西新井大師へは当駅の方が至近である。

## 隣の駅
東武鉄道
 大師線
西新井駅 (TS 13) - 大師前駅 (TS 51)

#### 利用状況に関する出典
1. 1 2 3  東京都統計年鑑
2. ↑  レポート - 関東交通広告協議会
3. 1 2  数字で見る足立 - 足立区
4. ↑  “駅情報（乗降人員）”.   東武鉄道. 2024年7月30日閲覧。

東京都統計年鑑
1. ↑  昭和49年 (PDF)
2. ↑  昭和50年 (PDF)
3. ↑  昭和51年 (PDF)
4. ↑  昭和52年 (PDF)
5. ↑  昭和53年 (PDF)
6. ↑  昭和54年 (PDF)
7. ↑  昭和55年 (PDF)
8. ↑  昭和56年 (PDF)
9. ↑  昭和57年 (PDF)
10. ↑  昭和58年 (PDF)
11. ↑  昭和59年 (PDF)
12. ↑  昭和60年 (PDF)
13. ↑  昭和61年 (PDF)
14. ↑  昭和62年 (PDF)
15. ↑  昭和63年 (PDF)
16. ↑  平成元年 (PDF)
17. ↑  平成2年 (PDF)
18. ↑  平成3年 (PDF)
19. ↑  平成4年 (PDF)
20. ↑  平成5年 (PDF)
21. ↑  平成6年 (PDF)
22. ↑  平成7年 (PDF)
23. ↑  平成8年 (PDF)
24. ↑  平成9年  (Microsoft Excelの.xls)
25. ↑  平成10年 (PDF)
26. ↑  平成11年 (PDF)
27. ↑  平成12年
28. ↑  平成13年
29. ↑  平成14年
30. ↑  平成15年
31. ↑  平成16年
32. ↑  平成17年
33. ↑  平成18年
34. ↑  平成19年
35. ↑  平成20年
36. ↑  平成21年
37. ↑  平成22年
38. ↑  平成23年
39. ↑  平成24年
40. ↑  平成25年
41. ↑  平成26年
42. ↑  平成27年
43. ↑  平成28年
44. ↑  平成29年
45. ↑  平成30年
46. ↑  平成31年･令和元年

東武鉄道の1日平均利用客数
1. 1 2 3  『駅別乗降人員 2024年度』（PDF）（レポート）東武鉄道、1頁。オリジナルの2025年5月19日時点におけるアーカイブ。2025年5月28日閲覧。
2. ↑  「駅一覧」『東武会社要覧2021』（pdf）（レポート）東武鉄道、67頁。オリジナルの2022年4月19日時点におけるアーカイブ。2024年8月3日閲覧。
3. ↑  『駅別乗降人員 2021年度』（PDF）（レポート）東武鉄道、2024年、1頁。オリジナルの2024年5月18日時点におけるアーカイブ。
4. ↑  『駅別乗降人員 2022年度』（PDF）（レポート）東武鉄道、2024年、1頁。オリジナルの2024年5月18日時点におけるアーカイブ。
5. ↑  『駅別乗降人員 2023年度』（PDF）（レポート）東武鉄道、2024年、1頁。オリジナルの2024年5月18日時点におけるアーカイブ。